# Мелуа Аркадій Іванович
Аркадій Іванович Мелуа (нар. 7 лютого 1950, Козятин) — радянський і російський вчений, генеральний директор і головний редактор Наукового видавництва біографічної міжнародної енциклопедії «Гуманистика». Професор (з 21 січня 1993 р.), доктор філософських наук (з 12 липня 1991 р.), кандидат технічних наук (з 1 липня 1985 р.).

## Біография
- У 1973 році без відриву від військової служби отримав інженерну освіту в Ленінградському інженерно-будівельному інституті. У 1974 році закінчив Відділення міжнародних відносин Університету марксизму-ленінізму ЛГК КПРС. З 1969 року служив і працював на інженерних посадах на об'єктах Міноборони. В КПРС прийнятий в 1970 році політвідділом. Двічі Червонопрапорного Балтійського флоту. З 1970 по 1974 рік брав участь у спорудженні навчального атомного реактору в одному з військових вишів Ленінграду, в будівництві навчальних і наукових корпусів Вищого військово-морського училища підводного плавання їм. Ленінського комсомолу в Ленінграді та інших об'єктів.

З 1974 року веде науково-дослідну роботу. Учасник радянського проекту колонізації Місяця і створення довготривалої місячної бази (науковий керівник — головний конструктор КБОМ академік В. П. Бармін, куратор в Ленінграді — професор Н. А. Крилов), автор однієї з перших у країні винаходів спеціальних місячних споруд, дослідницьких приладів і методів досліджень та захисту споруд. Як учений секретар «місячної лабораторії» в Ленінграді був залучений до організації робіт і випробувань у ряді НДІ країни.
Проходив короткочасні стажування за картографії в МДУ їм. М. В. Ломоносова, техніці космічних носіїв у ВКА їм. А. Ф. Можайського, медико-біологічних питань на кафедрі авіакосмічної медицини ВМА ім. Кірова і в інших установах. У ці ж роки почав знайомитися з науково-технічними документами сім'ї Нобель (у зв'язку з патентуванням способів вибухозахисту проектованих місячних споруд).
В кінці 1970-х років представив на міжнародний симпозіум в Новосибірську доповідь з пропозиціями щодо використання космічної технології в цивільних галузях; з цього часу почалося його співробітництво з академіками А. Л. Яншиним і В. П. Казначеєвим. В одній зі своїх монографій вперше в СРСР сформулював методичні засади застосування космічних знімків у містобудуванні. Працював під керівництвом А. Л. Яншина в Науковій раді з космічних досліджень Сибіру і Далекого Сходу, в Науковій раді з біосфері при Президії АН СРСР, у Комісії з вивчення природних ресурсів Землі з космосу (член бюро), Комісії з вивчення наукової спадщини академіка в. І. Вернадського, Комісії з вивчення творчої спадщини М. К. Реріха (голова комісії). В кінці 1970-х років за програмою підсупутникових досліджень навколишнього середовища був одним з розробників методики і організатор лазернолокационных досліджень повітряного басейну в Ленінграді і Вінниці (спільно з НДІ прикладних фізичних проблем БДУ і ЛенНИХИ). Брав участь під керівництвом В. П. Казначеєва в дослідженнях біополів і нетехнічних сенсорних каналів передачі даних; організатор конференцій з космічної антропоэкологии. У 1980-ті роки — учасник науково-методичного забезпечення експериментів по десантуванню великих вантажів в полярні райони (керівники групи професор Н. П. Селіванов і полковник ВПС А. З. Сидоренко). Брав участь у військових навчаннях (1976, 1981).
Один з організаторів (спільно з академіком К. Я. Кондратьєвим) і заступник голови Наукової ради з космічних досліджень для народного господарства при МКС АН СРСР в Ленінграді. У 1984 році в ІМБП (стаціонар) і в Зоряному містечку (ГМК) успішно пройшов медичну комісію з підготовки до космічних польотів. У 1985 році захистив кандидатську дисертацію з технічних наук («Автоматизовані системи управління космічними об'єктами», перший офіційний опонент — К. Я. Кондратьєв). В червні 1991 року в Академії суспільних наук при ЦК КПРС захистив докторську дисертацію з філософії («Методологія біосферних досліджень»).
Член багатьох громадських наукових товариств і академій. З 1975 року протягом більше 20 років вів викладацьку роботу. Автор, редактор, видавець понад 1200 наукових робіт (винаходу, монографії, статті і збірники, навчально-методичні видання, енциклопедії), з проблем мирного використання досягнень космонавтики, екології, історії науки і техніки, спеціальних інженерних робіт, а також деяких аспектів розвитку фінансового ринку в Росії в 1990-е роки. Автор сценарію 44-хвилинного відеофільму про в. І. Вернадском «Життя — явище космічне» (Леннаучфильм, 1988; сувм. з режисером Л. М. Волковим). У співавторстві з В. Р. Мигуренко і Ст. Л. Станкевичем підготував і опублікував серію монографій про фахівців підприємства «Спецгидроэнергомонтаж», створеної в 1942 році для забезпечення блокадного Ленінграда електроенергією (2008—2014). Автор біографічної енциклопедії «Блокада Ленінграда» (1999).
Працював старшим науковим співробітником, директором філії Інституту історії природознавства і техніки РАН (1987—1995). Засновник (25 червня 1992) і генеральний директор (з 1995 р.) Наукового видавництва біографічної міжнародної енциклопедії «Гуманистика». Член Ради директорів ВАТ «Промислово-будівельний банк» (Санкт-Петербург) (1994—1996). У 1986 році заснував громадську організацію «Міжнародний фонд історії науки»; президент фонду. 10 серпня 1989 року брав участь у передачі криголама «Красін» на баланс Міжнародного фонду історії науки. Криголам використовувався для ввезення в Росію старих машин, а потім був проданий СП «Техимэкс». Пізніше СП «Техимэкс» нібито планував продаж криголама в США в металобрухт. Газетні публікації про те, що криголам «Красін» планувався до продажу на металобрухт в США, спростовані публікацією в 2015 р. документів урядових установ.
Ініціатор вивчення Нобелівського руху як соціального феномена в історії науки та суспільства (1989). Діяльність Сім'ї Нобель розглядає в контексті історії європейського суспільства другої половини XIX століття — роки появи і розвитку Віденської системи міжнародних відносин. У вересні 1989 року за участю посла СРСР в Швеції Б. Д. Панкіна обговорив у резиденції Нобелівського Фонду в Стокгольмі плани вивчення історії сім'ї Нобель і запропонував концепцію спорудження меморіального знаку Альфреду Нобелю в Ленінграді у будинку 24 на Петроградської набережної. Організував конкурс на проектування меморіального знака (1990). За погодженням з МЗС СРСР (куратор — Е. П. Рымко) запросив на засідання журі конкурсу президента Нобелівського Фонду академіка Л. Гилленстена, виконавчого директора барона С. Рамеля, главу сімейства Нобель Sven Nobel (травень 1990). Після перемоги в конкурсі авангардного проекту (автори С. Ю. Аліпов, П. А. Шевченка, Ст. Н. Жуйков) організував на кошти Міжнародного фонду історії науки спорудження меморіального знака і його відкриття до 90-річчя присудження першої Нобелівської премії (жовтень 1991 року) (Рішення Ленгорисполкома № 855 від 1 жовтня 1990 р.). Першим в СРСР підписав основні документи по вивченню спадщини сім'ї Нобель: з керівництвом Нобелівського фонду декларації про спільні дії в цьому напрямку (1990, 1991); з Шведською Королівською академією наук про поширення в Росії інформації про нобелівських лауреатів (1999). Співпрацюючи з представляли Швеції в СРСР і в Росії дипломатами Д.-С. Аландером, Т. Бертельманом, вченими М. Сольманом, С. Линдквистом та ін., сприяв проведенню спільних історико-наукових досліджень.
Організатор двох Санкт-Петербурзьких симпозіумів лауреатів Нобелівських премій (1990, 1991). Ініціатор гуманітарного співробітництва між Радянським фондом культури і Нобелівським фондом, спільно з президентами цих фондів академіком Д. С. Ліхачьовим і Л. Гилленстеном підписав декларацію про співпрацю (1991). Учасник (спільно з нобелівським лауреатом академіком Н. Р. Басовим) ювілейної Асамблеї Нобелівського Фонду в 1991 році. Організатор і спонсор видання російською мовою фундаментального каталогу Музею Нобеля (автор — Ulf Larsson) до вперше проведеної в Росії виставці «Альфред Нобель. Мережі інновацій» (2009, за участю президента Шведської Королівської академії наук С. Линдквиста). У 2011—2012 роках організував у Гельсінкі дві виставки «Родина Нобель в Росії» (в 2012 році — спільно з Національним Архівом Фінляндії). Після випуску в світ 14-го тому «Документів житті й діяльності Сім'ї Нобель» (2014) почав публікацію раніше маловідомих архівів родини Нобель з різних європейських країн. Провів експедиції з пошуку та вивчення артефактів діяльності і досвіду мемориализации спадщини Нобелів в Фінляндії, Швеції, Німеччині, Італії, Франції, Чехії та інших країнах.
Видавець серії нобелівських монографій, «Нобелівського огляду» (російською мовою) і багатотомного видання «Документи житті й діяльності сім'ї Нобель». Ввів у широкий науковий обіг праці багатьох нобелівських лауреатів, в тому числі Івана Павлова, Іллі Мечникова, Василя Леонтьєва, Іллі Пригожина, Матері Терези. Його книги знаходяться у великих бібліотеках різних країн: БАН, РДБ, РНБ, Британська бібліотека, Бібліотека Конгресу США, Нью-Йоркська публічна бібліотека, Бібліотека Шведської Академії та ін. Розробив і створив базу даних з нобелівської тематики: вперше узагальнив численні архіви сім'ї Нобель, що зберігаються в різних містах Росії і в інших країнах.
Заснував серію біографічних енциклопедій «Гуманистика», в 1990 році видав перший словник і програму біографічної енциклопедії; автор і видавець перших вийшли у цій серії томів. Розробив і реалізує план створення біографічної бази даних і випуску на її основі 100-томної Російської біографічної енциклопедії (РБЭ) «Велика Росія» (голова Наглядової ради — Я. Я. Голко), включаючи використання архівів російських діаспор у більш ніж 120 країнах. У 2014 році опубліковані тт. 11-12 «Вчені-природники німецького походження» (укл. В. І. Гохнадель) і тт. 13-14 «Біографічний словник Бібліотеки РАН» (ред. професор В. П. Леонов). Запропонував комплекс методів роботи з терабайтними і петабайтными масивами даних при реалізації плану створення РБЭ.
У 1993 році Президією РАН удостоєний премії ім. акад. А. П. Виноградова за монографію «Уроки екологічних прорахунків» (совм. з А. Л. Яншиным). Нагороджений державними нагородами (медалі) та громадськими відзнаками.
У його родині троє дітей: дочка Анна (історик, бібліограф), сини Анрі (к.т.н., керівник робіт з цифрової поліграфії) і Олександр (економіст, юрист, програміст).

## Зноски
1. ↑  Лысенко М. П., Каттерфельд Г. Н., Мелуа А. И. . — Т. 113.
2. ↑  Крестьяшин С. И., Мелуа А. И., Чистякова Т. Н. {{{Заголовок}}}.
3. ↑  Ахметзянов Д. К. и др. {{{Заголовок}}}.
4. ↑  Сычев С. {{{Заголовок}}}.
5. ↑  А.С. Кокин (2015). Ледокол «Красин». Документы. 1989-1991. Публ. А.С. Кокин – экс-начальник Управления Минморфлота СССР. СПб., 2015 (PDF). '. . Архів оригіналу (PDF) за 2 березня 2022. Процитовано 8 червня 2018.
6. ↑  Рымко Е. П. {{{Заголовок}}}. — ISBN 5-86050-296-6.
7. ↑  Ларссон У. {{{Заголовок}}}.
8. ↑  Мелуа А. И. {{{Заголовок}}}.
9. ↑  Гохнадель В. И. (2014). Мир энциклопедий. Архів оригіналу за 25 вересня 2015. Процитовано 8 червня 2018.
10. ↑  Леонов В. П. (2014). Библиотека РАН. Архів оригіналу за 4 березня 2016. Процитовано 8 червня 2018.
11. ↑  Яншин А. Л., Мелуа А. И. {{{Заголовок}}}. — ISBN 5-244-00442-5.